# Pluto Nash
 Pluto Nash  (The Adventures of Pluto Nash) és una pel·lícula estatunidenco-australiana dirigida per Ron Underwood, estrenada el 2002 i doblada al català
El film fou nominat a 5 premis Razzie el 2003 i el 2005 als Razzie per a la Pitjor Comèdia dels 25 últims anys.

## Argument
Propietari d'un bar a la Lluna el 2087, Pluto Nash esdevé el líder d'un moviment d'independència, en resposta al rebuig a vendre el seu bar a mafiosos de l'espai.

## Repartiment
- Eddie Murphy: Pluto Nash
- Randy Quaid: Bruno
- Rosario Dawson: Dina Lake
- Jay Mohr: Tony Francis
- Luis Guzmán: Felix Laranga
- James Rebhorn: Belcher
- Peter Boyle: Rowland
- Burt Young: Gino
- Miguel A. Núñez Jr.: Miguel
- John Cleese: James
- Victor Varnado: Kelp
- Illeana Douglas: Dr. Mona Zimmer
- Jacynthe René: Babette
- Pam Grier: Flura Nash